# Minneapolis-Saint Paul (U-Boot)
Die USS Minneapolis-Saint Paul (SSN-708) ist ein Atom-U-Boot der United States Navy und gehört der Los-Angeles-Klasse an. Sie wurde benannt nach den Zwillingsstädten Minneapolis und Saint Paul, Minnesota, die zusammen die Metropolregion Minneapolis–Saint Paul bilden.

## Geschichte
SSN-708 wurde 1973 in Auftrag gegeben und Anfang 1981 bei Electric Boat auf Kiel gelegt. Der Stapellauf der von Penny Durenberger (der Ehefrau von Senator David Durenberger) getauften Minneapolis-Saint Paul fand im März 1983 statt, die offizielle Indienststellung bei der Navy ein Jahr später.
1990/91 nahm die Minneapolis-Saint Paul an den Operationen Desert Shield und Desert Strom teil, sie trug die ersten Marschflugkörper BGM-109 Tomahawk, die speziell für Ziele im Irak vorgesehen wurden. 1992, direkt im Anschluss folgte eine Werftliegezeit.
Am 29. Dezember 2006 starben zwei Matrosen, als das Boot in Plymouth, England während Arbeiten an der Außenhülle stattfanden, mit dem Abtauchen begann. Der Kommandant, Commander Edwin Ruff, wurde aufgrund dieses Vorfalls Anfang 2007 seines Kommandos enthoben und auf einen Posten an Land versetzt.
Am 28. August 2008 wurde die Minneapolis-Saint Paul in der Pearl Harbor Naval Shipyard außer Dienst gestellt. Sie wird im Ship-Submarine Recycling Program abgebrochen.